# Братислав Рістич
Братислав Рістич (серб. Братислав Ристић; 1 квітня 1954) — югославський боксер, призер чемпіонатів світу та Європи серед аматорів.

## Аматорська кар'єра
На чемпіонаті Європи 1975 завоював срібну медаль.
- В 1/8 фіналу переміг Румена Пешева (Болгарія) — 5-0
- У чвертьфіналі переміг Георге Чохіна (США) — 3-2
- У півфіналі переміг Патріка Кауделла (Англія) — 5-0
- У фіналі програв Тібору Бадарі (Угорщина) — 0-5

На Олімпійських іграх 1976 переміг Густаво де ла Круса (Домініканська Республіка) і програв Лешеку Коседовському (Польща).
На чемпіонаті Європи 1977 програв у першому бою Віктору Рибакову (СРСР).
На чемпіонаті світу 1978, що пройшов у Югославії, завоював срібну медаль.
- В 1/16 фіналу переміг Марино Радмана (Швеція) — 5-0
- В 1/8 фіналу переміг Еїчі Джумавана (США) — 5-0
- У чвертьфіналі переміг Віктора Рибакова (СРСР) — 4-1
- У півфіналі переміг Антоніо Еспаррагоса (Венесуела) — 5-0
- У фіналі програв Анхель Еррера Вера (Куба) — 1-4

1979 року на Середземноморських іграх завоював бронзову медаль.